# Fiat Trattori 600
Ne pas confondre avec la voiture Fiat 600.
Le Fiat 600 est un tracteur agricole fabriqué par la division matériel agricole Fiat Trattori du géant italien Fiat. Présenté en 1948, il sera remplacé en 1951 par le plus petit Fiat 25.
Ce modèle est considéré comme « extraordinaire » par la presse spécialisée. Il a fait la renommée du constructeur italien dans le domaine agricole et a largement contribué, comme son homologue automobile, à motoriser les fermes italiennes d'après guerre. Presque 70 ans après son lancement, il conserve chez beaucoup de collectionneurs et amoureux de matériel ancien, une très forte cote. Ce tracteur est sans âge car toujours d'actualité.

## Histoire
Au lendemain de la Seconde Guerre mondiale, comme beaucoup de pays ayant participé au conflit, l'Italie est ravagée et tout quasiment doit être reconstruit, notamment les usines.
Prévoyante, la direction de Fiat avait déplacé, dès 1932, l'usine de production de tracteurs agricoles de Turin à Modène qui fut également bombardée par l'aviation américaine mais moins intensément que les usines turinoises qui seront totalement détruites.
Fiat voulut construire un tracteur moderne d'une puissance moyenne pour répondre aux besoins d'un maximum d'agriculteurs. La conception fut surtout orientée sur la fiabilité et le coût réduit d'utilisation.
Fiat lança en début d'année 1949, lors du 8ème Salon de la mécanique de Turin, la gamme 600 considérée comme révolutionnaire pour l'époque.
La gamme se compose de 3 modèles : 
- 600 à roues,
- 601 à chenilles,
- 602 tricycle, avec les roues avant jumelées.

Pour permettre au plus grand nombre d'en faire l'acquisition, Fiat leur proposa une formule de crédit avantageux. Très vite, le modèle s'empara de la tête des ventes dans le pays, loin devant ses challengers.

## Caractéristiques
La caractéristique principale de ce tracteur était sa robustesse : il était construit sur le principe du châssis monobloc incorporant dans la même unité le bloc moteur, la boîte de vitesses et le différentiel. Cette solution est complexe et chère à fabriquer mais assure une robustesse et une raideur unique de l'ensemble.
Le moteur était également un modèle du genre par sa robustesse et fiabilité. Surnommé d'indestructible, il semble qu'aucune avarie n'ait jamais été signalée par le service d'après vente. Moteur Fiat bi-carburant pétrole et essence d'une cylindrée de 2270 cm3, il développe 18 ch en version pétrole et 22 ch en essence au régime de 1400 tr/min.
La version à chenilles 601, commercialisée à partir de 1949, a été largement plébiscitée par les agriculteurs italiens dont les surfaces en pente dans les collines et montagnes étaient quasiment inaccessibles avec des tracteurs à roues de l'époque. Ces tracteurs étaient encore très nombreux en service au milieu des années 1980. Selon les archives, le Fiat 600 a été produit à plus de 1800 exemplaires par an pendant les années 1948 à 1951 dont plus de 1500 unités en version chenille.
La facilité de conduite a été particulièrement appréciée. Les auteurs du livre Fiat Trattori, de 1919 à aujourd'hui, William Dosa et Massimo Misley, évoquent une boîte de vitesses exceptionnelle avec un petit levier à course réduite à faire pâlir les tracteurs modernes, une direction à la fois directe et très précise offrant une conduite agréable demandant peu d'efforts ainsi qu'un freinage hors du commun.